# Nathalie Bourillon
Nathalie Bourillon (* 28. Mai 1965) ist eine französische Skibergsteigerin und Mitglied der Equipe de France de Ski de Montagne.

## Erfolge (Auswahl)
- 2001: 1. Platz bei der Europameisterschaft Skibergsteigen Team mit Corinne Favre

- 2002:
  - 3. Platz bei der Weltmeisterschaft Skibergsteigen Team mit Véronique Lathuraz
  - 8. Platz bei der Weltmeisterschaft Skibergsteigen Kombinationswertung

- 2003: 9. Platz bei der Europameisterschaft Skibergsteigen Einzel

- 2004
  - 2. Platz bei der Weltmeisterschaft Skibergsteigen Staffel (mit Véronique Lathuraz und Delphine Oggeri)
  - 5. Platz bei der Weltmeisterschaft Skibergsteigen Team mit Véronique Lathuraz
  - 5. Platz bei der Weltmeisterschaft Skibergsteigen Kombinationswertung
  - 6. Platz bei der Weltmeisterschaft Skibergsteigen Einzel

- 2005:
  - 4. Platz bei der Europameisterschaft Skibergsteigen Staffel (mit Véronique Lathuraz und Valentine Fabre)
  - 7. Platz bei der Europameisterschaft Vertical Race
  - 8. Platz bei der Europameisterschaft Skibergsteigen Team mit Véronique Lathuraz

- 2006:
  - 3. Platz bei der Weltmeisterschaft Skibergsteigen Staffel (mit Carole Toïgo, Véronique Lathuraz und Corinne Favre)
  - 5. Platz bei der Weltmeisterschaft Skibergsteigen Team mit Véronique Lathuraz

- 2007:
  - 2. Platz bei der Trofeo Mezzalama (mit Véronique Lathuraz und Corinne Favre)

- 2008:
  - 3. Platz bei der Weltmeisterschaft Skibergsteigen Staffel (mit Corinne Favre, Véronique Lathuraz und Valentine Fabre)
  - 4. Platz bei der Weltmeisterschaft Skibergsteigen Team mit Corinne Favre
  - 5. Platz bei der Weltmeisterschaft Skibergsteigen Langdistanz

### Pierra Menta
- 1997: 4. Platz mit Corinne Favre
- 2000: 3. Platz mit Nathalie Blanc
- 2002: 3. Platz mit Véronique Lathuraz
- 2005: 2. Platz mit Véronique Lathuraz
- 2007: 2. Platz mit Corinne Favre

### Patrouille des Glaciers
- 2006: 2. Platz mit Véronique Lathuraz und Corinne Favre
- 2008: 2. Platz mit Laëtitia Roux und Corinne Favre